# انحياز ثقافي
الانحياز الثقافي هو ظاهرة تفسير الظواهر والحكم عليها وفقاً لمعايير موروثة في ثقافة الفرد. تُعتبر هذه الظاهرة في بعض الأحيان مشكلة محورية في العلوم الإنسانية والاجتماعية مثل الاقتصاد وعلم النفس وعلم الإنسان وعلم الاجتماع. حاول بعض ممارسي الحقول المذكورة أعلاه تطوير أساليب ونظريات للتعويض عن التحيز الثقافي أو القضاء عليه. يحدث التحيز الثقافي عندما يقوم أشخاص من ثقافة ما بافتراضات حول الاتفاقيات، بما في ذلك اتفاقيات اللغة والتدوين والإثبات والأدلة. ثم يتم اتهامهم بالتغاضي عن هذه الافتراضات لقوانين المنطق أو الطبيعة. توجد العديد من هذه التحيزات، فيما يتعلق بالمعايير الثقافية للون واختيار الرفيق ومفاهيم العدالة والصلاحية اللغوية والمنطقية ومقبولية الأدلة والمحرمات.

## التحيز الثقافي عن طريق الانضباط

### علم النفس
التحيز الثقافي ليس له تعريف مسبق بل يتم بدلاً من ذلك استنتاج وجوده من خلال الأداء التفاضلي للمجموعات العرقية الاجتماعية (على سبيل الثمال السود والبيض) أو العرقية (على سبيل المثال، اللاتينيين أو الأنجلوس) أو المجموعات الوطنية (كالأمريكيين واليابانيين) على مقاييس البناء النفسي كالقدرات المعرفية أو المعرفة أو المهارات (CAKS) أو أعراض وجود اضطراب نفسي (كالاكتئاب على سبيل المثال). تاريخياً، نشأ هذا المصطلح من خلال الجهود المبذولة لشرح درجات الاختلافات على اختبارات (CAKS) للمتقدمين الأمريكيين من أصل إفريقي في المقام الأول والأمريكيين اللاتينيين بالنسبة لنظرائهم من الأمريكيين البيض والمخاوف من عدم تفسير نتائج الاختبارات بالطريقة نفسها عبر هذه المجموعات. على الرغم من أن مفهوم التحيز الثقافي في الاختبار والتقييم يتعلق أيضاً بتسجيل الفروق والاختلافات المحتملة مع الاحترام للمجال الأوسع من المفاهيم النفسية وخاصة في علم النفس التطبيقي والعلوم الاجتماعية والسلوكية الأخرى فإن هذا الجانب من التحيز الثقافي قد حظي باهتمام أقل في الأدب ذو الصلة.
يشير التحيز الثقافي في الاختبار النفسي إلى الاختبارات النفسية الموحدة التي يتم إجراؤها لتحديد مستوى الذكاء بين المتقدمين للاختبار. وقد لوحظت قيود اختبارات الذكاء اللفظية أو غير اللفظية منذ تقديمها. ومع ذلك فإن القيود التي وضعوها بسبب صداقة ثقافية خاصة بهم قد تم ملاحظتها فيما بعد أيضاً. تم الاعتراض على العديد من الاختبارات لأنها أسفرت عن نتائج سيئة على المجموعات العرقية والقومية (الطلاب) مقارنةً بالأغلبية العرقية. المشكلة لا تكمن في المتقدم للاختبار وإنما في الاختبار بحد ذاته. كما نوقش أعلاه، قد تكون بيئة التعلم أو الأسئلة المطروحة أو المواقف المعطاة في الاختبار مألوفة وغريبة في نفس الوقت للطلاب من خلفيات مختلفة.

### الاقتصاد
غالباً ما يتم التغاضي عن التحيز الثقافي في التبادل الاقتصادي. تشير دراسة أجريت في جامعة نورث وسترن إلى أن التصور الثقافي الذي يتبناه كل من الدولتين يلعب دورا كبيرا في النشاط الاقتصادي بينهما. تشير هذه الدراسة إلى أن انخفاض الثقة المتبادلة بين البلدين سيؤدي إلى انخفاض التجارة واستثمار أقل في المحفظة واستثمار مباشر أقل. يتم تضخيم هذا التأثير للبضائع حيث أنها أكثر شدة في الثقة.

### علم الإنسان
يشرح مفهوم نظرية الثقافة في علم الإنسان أن التحيز الثقافي هو جزء هام من تكوين المجموعة البشرية.

### علم الاجتماع
يُعتقد أن المجتمعات ذات المعتقدات المتضاربة سيكون لها على الأرجح تحيز ثقافي لأنها تعتمد على مكانة المجموعة في المجتمع، إذ تؤثر الهياكل الاجتماعية على كيفية إنتاج المشكلة. يمكن ملاحظة مثال على التحيز الثقافي في سياق علم الاجتماع في دراسة أجريت في جامعة كاليفورنيا بقلم جين آر ميرسر حول كيفية تأثير اختبار «الصلاحية» و «التحيز» و «الإنصاف» في أنظمة المعتقدات الثقافية المختلفة على مستقبل الفرد في مجتمع تعددي. تم تعريف الانحياز الثقافي على أنه «المدى الذي يحتوي فيه الاختبار على محتوى ثقافي خاص بأعضاء مجموعة معينة دون الأخرى» مما يؤدي إلى الاعتقاد بأن «الهيكل الداخلي للاختبار سيتنوع من مجموعة ثقافية إلى أخرى». بالإضافة إلى ذلك، تعتمد الأنواع المختلفة من الأخطاء التي يتم ارتكابها في اختبارات التحيز الثقافي على مجموعات ثقافية مختلفة. تقدمت هذه الفكرة إلى استنتاج مفاده أن بأن الاختبار غير الثقافي يمثل قدرة السكان على النحو المطلوب ولن يعكس قدرات مجموعة غير ممثلة.

## التاريخ
قد ينشأ التحيز الثقافي أيضًا في المنح الدراسية التاريخية، عندما يتم استخدام المعايير والافتراضات والاتفاقيات الخاصة بحقبة المؤرخ في زمن بعيد للإبلاغ عن أحداث الماضي وتقييمها. يُعرف هذا الاتجاه أحيانًا باسم الوجودية، ويعتبره العديد من المؤرخين خطأ يجب تجنبه. جادل آرثر مارويك بأن «فهم حقيقة أن المجتمعات السابقة مختلفة تماماُ عن مجتمعاتنا ومن الصعب جداً التعرف عليها» هي مهارة أساسية وجوهرية للمؤرخ المحترف وأن «المفارقات التاريخية لا تزال أحد أكثر الأخطاء وضوحاً عندما يحاول غير المؤهلين (ربما أولئك الخبراء في اختصاصات أخرى) القيام بالتأريخ».